# Cerinthe minor
Cerinthe minor es una planta de la familia de las boragináceas.

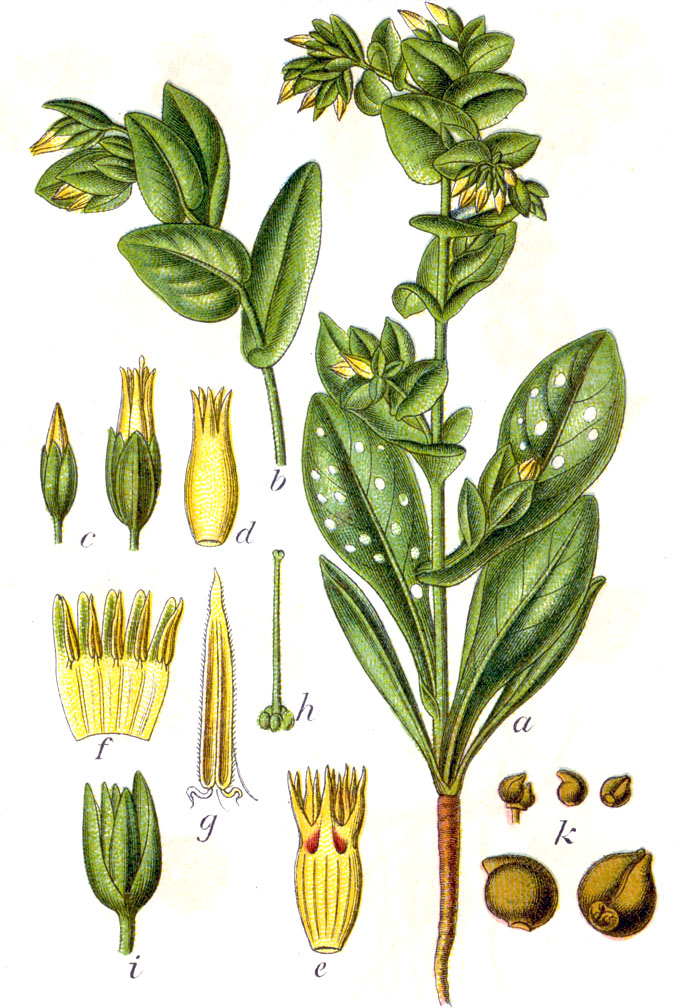
Ilustración

## Descripción
Similar a Cerinthe major pero es una anual o bianual con flores más pequeñas, de 10-12 mm de largo, amarillas y a veces con 5 puntos violetas hacia la base, con los lóbulos puntiagudos y rectos.

## Distribución y hábitats
En Baleares. En prados y baldíos sobre todo de suelo calizo.

## Taxonomía
Cerinthe minor fue descrita  por Carlos Linneo  y publicado en Species Plantarum 1: 137. 1753.
Sinonimia
- Cerinthe connivens Clairv.
- Cerinthe glabra Scop. ex Nyman
- Cerinthe indigotisans Borbás
- Cerinthe lurida Salisb.
- Cerinthe macrophylla Boiss.
- Cerinthe maculata L.
- Cerinthe pseudoaspera Schur
- Cerinthe quinquemaculata Wahlenb.

subsp. auriculata (Ten.) Domac
- Cerinthe auriculata Ten.
- Cerinthe cilicica Kotschy ex Boiss.
- Cerinthe cleiostoma Boiss. & Spruner
- Cerinthe hirsuta Wettst. ex Stapf
- Cerinthe lamprocarpa Murb.
- Cerinthe minor var. ciliaris DC.[4]

## Nombre común
- Castellano: ceriflor menor, escarapelada menor.[5]